# Warrior Reefs
Warrior Reefs är ett rev i Australien.   Det ligger i Torres sund i delstaten Queensland.